# Neomestocharella
Neomestocharella is een geslacht van vliesvleugeligen uit de familie van de Eulophidae. De wetenschappelijke naam van dit geslacht werd voor het eerst geldig gepubliceerd in 2002 door Narendran & Fousi.

## Soorten
Het geslacht Neomestocharella is monotypisch en omvat slechts de volgende soort:
- Neomestocharella keralensis Narendran & Fousi, 2002